# Proto-prog
Per proto-prog (abbreviazione inglese del termine proto-progressive) si intende la prima ondata di musicisti britannici di rock progressivo che abbracciavano la psichedelia e gli artisti che anticiparono di qualche anno l'epoca del rock progressivo degli anni sessanta.
Il rock progressivo (in origine "progressive pop") si evolse dal rock psichedelico e acido, in particolare da alcuni gruppi del rock sinfonico rappresentati dai Nice, Procol Harum e Moody Blues. I musicisti del proto-prog sfruttavano gli stilemi della musica moderna e altri generi di solito al di fuori delle influenze rock tradizionali, composizioni lunghe e complesse, canzoni interconnesse fra loro adottando ad esempio la tecnica del medley e si focalizzavano maggiormente nell'attività in studio piuttosto che in quella dal vivo.

## Caratteristiche

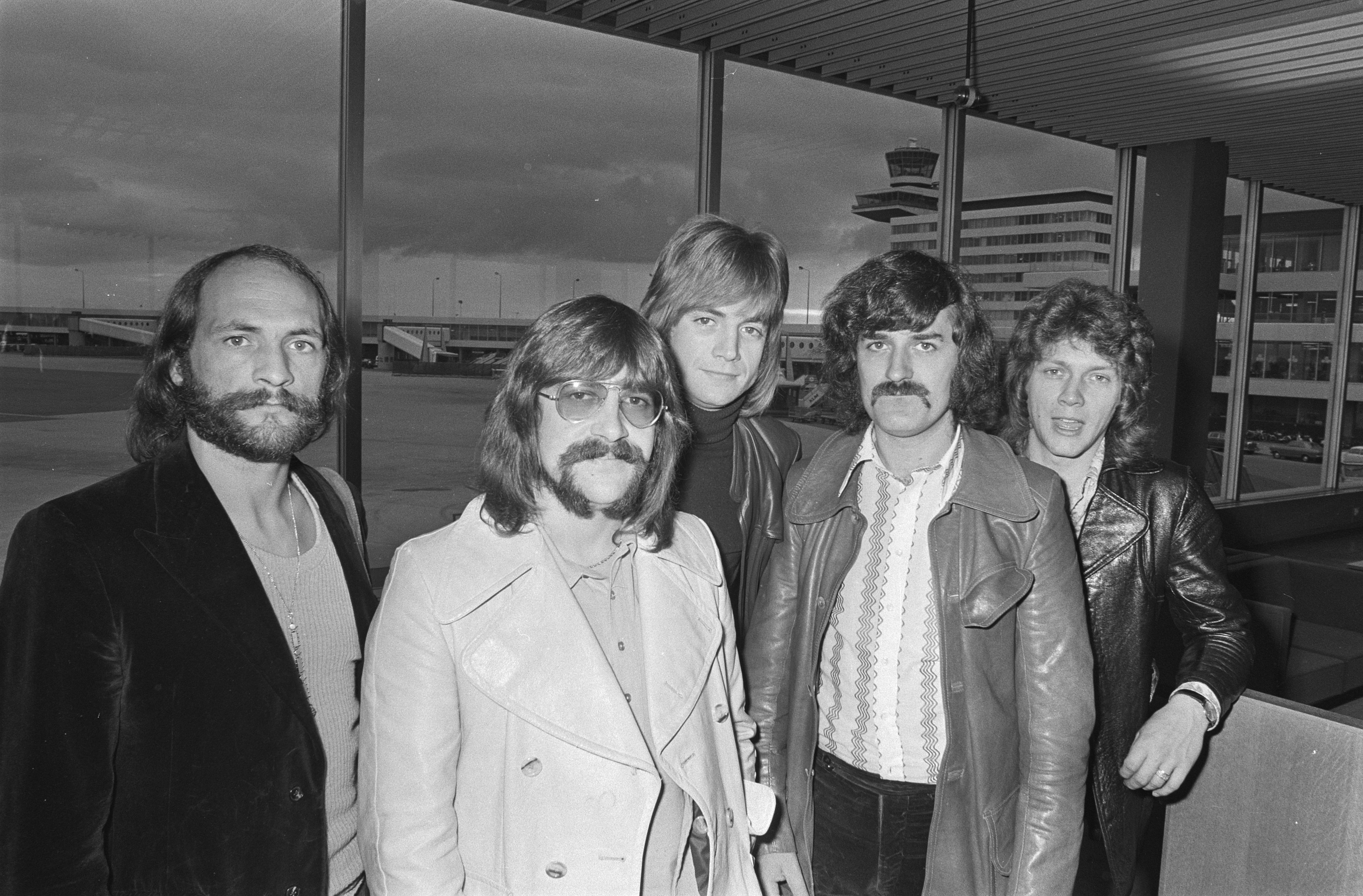
I Moody Blues (1970)

Sebbene uno stile "progressive" inglese unidirezionale sia emerso alla fine degli anni sessanta, nel 1967 il progressive rock era diventato una varietà di codici stilistici liberamente associati. Quando venne coniato il termine "progressivo", la musica ad esso associata venne definita "pop progressivo" prima ancora che venisse chiamata "rock progressivo", e il termine "progressive" alludeva in generale ai numerosi tentativi degli artisti dell'epoca di superare le convenzioni della musica pop. L'autore Doyle Greene crede che l'etichetta "proto-prog" possa estendersi "ai successivi Beatles e a Frank Zappa", Pink Floyd, Soft Machine e United States of America". Edward Macan afferma che band psichedeliche come Nice, Moody Blues e Pink Floyd hanno rappresentato uno stile proto-prog e la prima ondata del progressive rock inglese. Hegarty e Halliwell identificano i Beatles, i Beach Boys, i Doors, i Pretty Things, gli Zombies, i Byrds, i Grateful Dead e i Pink Floyd "non solo come precursori del prog ma come sviluppi essenziali della progressività durante i suoi primi giorni".
Sia Pet Sounds (1966) dei Beach Boys che Sgt. Pepper's Lonely Hearts Club Band (1967) dei Beatles, con le loro unità liriche, le strutture estese, le complessità sonore, l'eclettismo, lo sperimentalismo e le influenze derivate dalle forme della musica classica, vengono riconosciuti come l'atto di nascita del progressive rock. La critica è concorde nel ritenere che l'album In the Court of the Crimson King (1969) dei King Crimson sia l'estensione e lo sviluppo logico del proto-progressive rock degli anni sessanta esemplificato dai Moody Blues, Procol Harum, Pink Floyd e Beatles. Secondo Macan, l'album potrebbe essere il più influente per il progressive rock in quanto avrebbe cristallizzato la musica dei precedenti "gruppi proto-progressisti ... in uno stile distintivo immediatamente riconoscibile". Macan distingue inoltre il prog "classico" degli anni settanta dal proto-prog degli anni sessanta e riconosce negli artisti progressive rock il rifiuto consapevole degli elementi psichedelici con cui si caratterizzavano invece le band proto-progressive.